# Olney (Maryland)
Olney ist eine Ansiedlung im Montgomery County im US-Bundesstaat Maryland und liegt 35 km nördlich von Washington, DC.
Der Ort war bis in die 1960er Jahre ein kleines Dorf. Das U.S. Census Bureau hat bei der Volkszählung 2020 eine Einwohnerzahl von 35.820 ermittelt. 
Olney gilt als wohlhabender Ort bei einem durchschnittlichen Familieneinkommen von 126.439 US $ – nur etwa 1,8 % der Bevölkerung lebt an oder unter der Armutsgrenze. 67 % der Einwohner sind Ehepaare und etwas über 40 % der Haushalte haben Kinder unter 18.
Außergewöhnlich ist der Bildungsgrad in Olney: 96,2 % der Einwohner über 25 Jahre haben mindestens einen "High school" Abschluss, 61,5 % mindestens einen Bachelor-Abschluss.
Unter dem Namen Mechanicsville wurde die Ortschaft um 1800 gegründet. Später wurde die Ansiedlung in Olney umbenannt, und 1951 entstand das Olney-Post Office. Der Ort wuchs nur langsam – 1880 umfasste die Population 80 Personen, 1960 wurden 1000 Einwohner gezählt. In den nächsten 40 Jahren entdeckten Pendler aus Washington und der High-Tech-Industrie im nahegelegenen Rockville die Gegend als Wohngebiet, sodass 1994 die Einwohnerzahl 29.500 erreichte.

## Söhne und Töchter der Stadt
- Frank Miller (* 1957), Comicautor, Schriftsteller, Drehbuchautor und Regisseur